# Liobracon macula
Liobracon macula är en stekelart som först beskrevs av Brulle 1846.  Liobracon macula ingår i släktet Liobracon och familjen bracksteklar. Inga underarter finns listade i Catalogue of Life.